# Whitchurch
Whitchurch és una ciutat de mercat (terme medieval per descriure que la ciutat tenia dret a tenir un mercat) a Shropshire, Anglaterra, situat a 3 quilòmetres (2 milles) a l'est de la frontera de Gal·les. Situada al nord de la plana de Shropshire dins de la marca de Gal·les i tancada per la frontera a Cheshire, és la ciutat habitada més antiga de Shropshire. La ciutat es troba a 30 quilòmetres (20 milles) al nord de la capital del comtat, Shrewsbury, a 30 quilòmetres (20 milles) al sud de Chester, i 24 quilòmetres (15 milles) a l'est de Wrexham.
Segons el cens de l'any 2001, la ciutat tenia 8.673 habitants, i va créixer fins als 9.781 habitants segons el cens de l'any 2011. La ciutat es troba a la parròquia civil urbana de Whitchurch, i està agermanada amb la ciutat francesa de Neufchâtel-en-Bray.

## Història
Originàriament va ser fundada pels romans l'any 70 abans de crist o 52 abans de crist i es va anomenar Mediolanum (literalment "al mig de la plana"). El poble es va situar al mig de la carretera romana entre Chester i Wroxeter i els romans podien ser vistos des del centre de patrimoni de Whitchurch. Es va incloure en el llistat de l'itinerari d'Antoní, però no s'ha de confondre amb el Mediolanum de la geografia de Ptolemy, que estava situada al centre de Gal·les.
El poble de Whitchurch estava en la divisió de Hodnet el 1086. El nom actual prové de l'anglès mitjà (anglès antic que es parlava després de la conquesta normanda del 1066) i significa "Església blanca", en referència a l'església construïda de pedra blanca durant el període normand. Durant el regnat d'Enric I d'Anglaterra al segle xii, Whitchurch estava dins de la divisió nord de la divisió Bradford, la qual el 1820 era coneguda com a divisió Bradford nord). En aquelles dates, el lloc més important de la ciutat dedicat al culte era l'església parroquial anglicana Alkmund (Alkmund's Anglican parsh church en anglès). Va ser construïda el 1712 a base de pedres vermelles arenoses i es va construir utilitzant l'arquitectura normanda. Està protegida amb la classificació d'edifici de grau 1 en la llista d'edificis de Gran Bretanya.

## Transport
La ciutat de Whitchurch està unida per carretera amb Wrexham, Nantwich, Chester i Shrewsbury; Les carreteres principals A41/A49 obertes el 1992 passen per la ciutat.
L'estació de trens de Whitchurch està a l'antiga línia anomenada London i Norh Western (Londres i el Nord-oest) que posteriorment va passar a formar part de la línia LMS, i que baixava des de Crewe pel costat anglès travessant la frontera amb Gal·les cap a Cardiff. Això no obstant, Whitchurch tenia una unió cap a la línia principal de Cambrian, però el tram de Whitchurch a Welshpool (unió de Buttington) que passava per Ellesmere, Whittington, Oswestry i Llanymynech va ser tancada el 18 de gener de 1965 en favor d'una via alternativa més viable a través de Shrewsbury.

## Economia
L'economia de la ciutat depèn principalment dels serveis que proporciona als camps del voltant i del nord de la plana de Shropshire. La majoria de les tendes del petit comerç es troben concentrades a Sant Hight i Green End. Hi ha un supermercat anomenat Tesco al centre de la ciutat i un hipermercat Sainsbury a la carretera de Londres.
El servei de ferrocarril uneix Whitchurch amb Manchester situada a un temps raonable (sobre una hora) i Shresbury (30 minuts direcció sud).